# Yehoshua Neuwirth

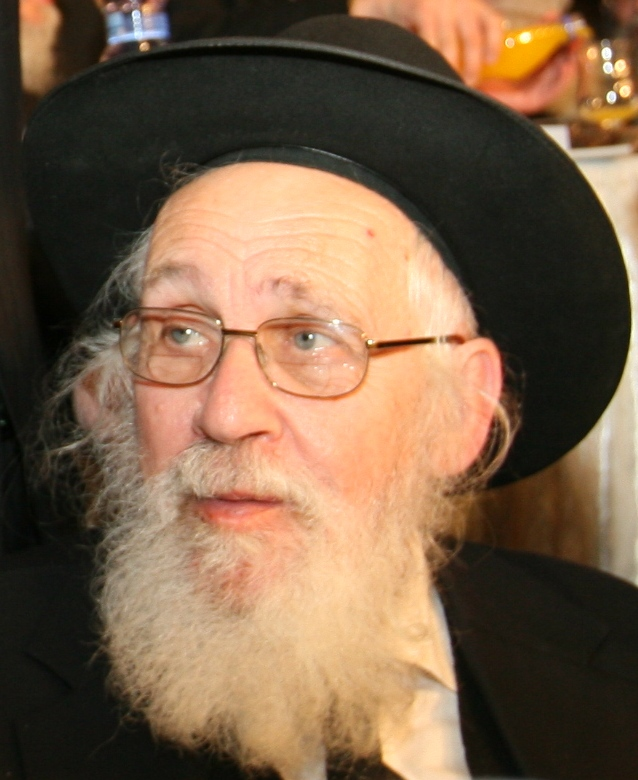
Rabino Yehoshua Yeshaya Neuwirth.

Yehoshua Yeshaya Neuwirth (en hebreo: יהושע ישעיה נויברט‎) (15 de febrero de 1927 - 11 de junio de 2013) fue un eminente judío ortodoxo, rabino y posek (autoridad halájica) en Jerusalén. Fue uno de los primeros estudiantes y de mayor renombre del rabino Shlomo Zalman Auerbach y el autor de un tratado en dos volúmenes en idioma hebreo, Shemirat Shabat Kehilchatah -traducido al inglés como Shemirath Shabbath: A practical guide to the observance of Shabbath (español: Shemirath Shabat: Una guía práctica para la observancia de Shabat)- un compendio de las leyes del Shabat, que es visto por muchos como una obra de autoridad con respecto a estas leyes. Era también el rosh yeshiva de la Prei Shmuel yeshiva ketana y Chochmas Shlomo yeshiva gedola en Jerusalén. Vivía en el barrio Bayit Vegan de Jerusalén.